# Expert Political Judgment
Expert Political Judgment: How Good Is It? How Can We Know? é um livro de 2005 de Philip E. Tetlock. O livro menciona como os especialistas muitas vezes não são melhores em fazer previsões do que a maioria das outras pessoas e como, quando estão errados, raramente são responsabilizados.